# Björkvik (Värmdö)
Björkvik is een plaats in de gemeente Värmdö in het landschap Uppland en de provincie Stockholms län in Zweden. De plaats heeft 102 inwoners (2005) en een oppervlakte van 77 hectare. De plaats ligt op een eiland grenst direct aan de Oostzee, de overige omgeving van de plaats bestaat uit zowel bos als rotsen en landbouwgrond. De bebouwing in de plaats bestaat met name uit vrijstaande huizen.